# Copa América 1999
La Copa América 1999 fue la trigésima novena edición del torneo más importante de selecciones de fútbol organizado por la Confederación Sudamericana de Fútbol. Esta versión del torneo se realizó por primera vez en Paraguay, entre el 29 de junio y el 18 de julio de 1999.
El formato era el mismo de las últimas ediciones. Esta vez se invitó a México, y el segundo invitado fue Japón, quien organizaría la Copa Mundial de Fútbol de 2002 junto a Corea del Sur, siendo la primera vez que un equipo no americano juega el certamen. Japón fue invitado debido a que se cumplían 100 años de la inmigración japonesa a América, y también porque era uno de los dos organizadores del Mundial.
El campeón fue Brasil, que derrotó en la final a Uruguay en el Estadio Defensores del Chaco de Asunción. De este modo, el equipo brasileño se consagró bicampeón con la victoria de la edición 1997. Por ello, clasificó a la Copa FIFA Confederaciones 2001.
El equipo campeón estaba dirigido por Vanderlei Luxemburgo, quien tenía a su cargo a jugadores de la talla de Rivaldo, Ronaldo, Amoroso, Ronaldinho, Flávio Conceição, Dida, Cafú y Roberto Carlos. También cabe destacar que Martín Palermo erró tres penales en el mismo partido, el cual fue en la derrota de Argentina contra Colombia en la fase de grupos. Esta edición también es recordada por la negativa de Chilavert al no querer jugar por su selección, debido a que no quería que la Copa América 1999 se realice en Paraguay.
El anfitrión Paraguay fue eliminado en los cuartos de final por Uruguay, quien fue la revelación al finalizar segundo pese a no llevar a sus principales figuras (entre ellos Paolo Montero y Álvaro Recoba).

## Elección de la sede
Anteriormente a Paraguay le había tocado organizar la Copa América en las ediciones de 1924 y de 1953 (llamada Campeonato Sudamericano en aquella época). Sin embargo, debido a la falta de infraestructuras en el país, la Asociación Paraguaya de Fútbol tuvo que organizar el torneo en aquellas dos oportunidades en diferentes países; la primera vez fue en (Montevideo, Uruguay) y la segunda vez fue en (Lima, Perú). En la primera ocasión Paraguay terminaría en tercer lugar, mientras que en la segunda ocasión Paraguay sería campeón al derrotar a Brasil por 3 a 2 en la final. Anteriormente, en Paraguay también se jugaron algunos partidos de las ediciones 1975, 1979 y 1983; sin embargo, en esas tres ediciones no hubo sede fija, ya que en esos años la Copa América se jugó sin sede fija (en todos los países afiliados a la CONMEBOL).
Cuando la CONMEBOL estableció el formato de sistema de rotación de sedes fijas en 1986 para realizar la Copa América el cual comenzaría en 1987 en Argentina con un intervalo de 2 años, a Paraguay le tocaría organizar la Copa América 1999; y gracias a esto Paraguay por fin pudo ser anfitrión del torneo por primera vez en su historia.

## Desarrollo
En el Grupo A, formado por Paraguay, Bolivia, Perú y Japón, los equipos lucharon para clasificarse a segunda fase. Perú, en un apretado y emocionante partido, consiguió un sufrido triunfo de 3 a 2 ante Japón. Mientras que Paraguay y Bolivia empatarían 0 a 0. En la segunda fecha, Perú derrotó a Bolivia por 1 a 0, mientras que Paraguay goleó a Japón por 4 a 0. En la última fecha de la primera fase, Bolivia, quien quería continuar en la Copa América, debía ganar, pero, en un partido realmente aburrido, Japón y Bolivia empataron 1 a 1 y Bolivia debió retirarse del torneo. Paraguay y Perú, los dos equipos clasificados, se enfrentaron en un partido de gran lucha que terminó 1 a 0 a favor de Paraguay y lideró el grupo.
En el Grupo B, formado por Brasil (quien ganaría el torneo), México, Chile y Venezuela, tuvo grandes contrastes. No hubo ningún empate en este grupo. Brasil se clasificó fácilmente a cuartos de final al ganar sus tres encuentros, México quedaría segundo al derrotar a Chile y Venezuela, y Chile clasificó en tercer lugar.
En el Grupo C, formado por Colombia, Argentina, Uruguay y Ecuador pasó algo parecido que en el Grupo B. Colombia clasificó fácilmente a cuartos de final ganando sus tres encuentros, Argentina se clasificó al derrotar a Uruguay y Ecuador, Uruguay clasificó de tercero y Ecuador fue derrotado por todos sus rivales.
En los cuartos de final, se enfrentaron Perú y México en un dramático y disputado partido y con un maracador final de 3 a 3, por lo que se debió ir a penales. Los penales errados por José Soto y Juan Reynoso de parte de Perú hicieron que México pase a semifinales. El local Paraguay enfrentó a Uruguay, siendo favoritos para ganar el partido. El partido acabó 1 a 1 en los 90 minutos, por lo que se recurrió a los penales. El paraguayo Miguel Ángel Benítez falló su penal atajado por Fabián Carini, lo que le significó la eliminación a Paraguay. La gran sorpresa de los cuartos la impuso Chile al derrotar a Colombia, habiendo terminado tercero y los colombianos habían terminado la fase de grupos con 9 puntos. El último semifinalista fue Brasil al vencer a Argentina.
Brasil fue campeón al derrotar por 3 a 0 a Uruguay, México obtuvo el tercer lugar y Chile el cuarto.

## Árbitros
- Byron Moreno.
- Mario Sánchez.
- Luis Solórzano.
- Benito Archundia.
- Bonifacio Núñez.
- Óscar Ruiz.
- Horacio Elizondo.
- Gustavo Méndez.
- Juan Luna.
- Wilson de Souza.
- Gilberto Hidalgo.
- Ubaldo Aquino.
- Masayoshi Okada.

## Sedes
| Paraguay                                       | Paraguay                                       | Paraguay                          | Paraguay             | Paraguay          |                   |
| Asunción Ciudad del Este Luque P. J. Caballero | Asunción Ciudad del Este Luque P. J. Caballero | Asunción                          | Asunción             | Asunción          |                   |
| ---------------------------------------------- | ---------------------------------------------- | --------------------------------- | -------------------- | ----------------- | ----------------- |
| Asunción Ciudad del Este Luque P. J. Caballero | Asunción Ciudad del Este Luque P. J. Caballero | Defensores del Chaco              | Defensores del Chaco | Gral. Pablo Rojas | Gral. Pablo Rojas |
| Asunción Ciudad del Este Luque P. J. Caballero | Asunción Ciudad del Este Luque P. J. Caballero | Capacidad: 42 000                 | Capacidad: 42 000    | Capacidad: 32 000 | Capacidad: 32 000 |
| Asunción Ciudad del Este Luque P. J. Caballero | Asunción Ciudad del Este Luque P. J. Caballero |                                   |                      |                   |                   |
| Asunción Ciudad del Este Luque P. J. Caballero | Asunción Ciudad del Este Luque P. J. Caballero | Ciudad del Este                   | Luque                | P. J. Caballero   |                   |
| Asunción Ciudad del Este Luque P. J. Caballero | Asunción Ciudad del Este Luque P. J. Caballero | Tte. Cnel. Antonio Oddone Sarubbi | Feliciano Cáceres    | Río Parapití      |                   |
| Asunción Ciudad del Este Luque P. J. Caballero | Asunción Ciudad del Este Luque P. J. Caballero | Capacidad: 28 000                 | Capacidad: 27 000    | Capacidad: 25 000 |                   |
| Asunción Ciudad del Este Luque P. J. Caballero | Asunción Ciudad del Este Luque P. J. Caballero |                                   |                      |                   |                   |

## Equipos participantes
| Equipos participantes | Equipos participantes | Equipos participantes | Equipos participantes |
| --------------------- | --------------------- | --------------------- | --------------------- |
| Argentina             | Bolivia               | Brasil                | Chile                 |
| Colombia              | Ecuador               | Japón                 | México                |
| Paraguay              | Perú                  | Uruguay               | Venezuela             |

- En cursiva la selección que participa por primera vez.

## Primera fase

### Grupo A
| Selección | Pts. | PJ | PG | PE | PP | GF | GC | Dif. |
| --------- | ---- | -- | -- | -- | -- | -- | -- | ---- |
| Paraguay  | 7    | 3  | 2  | 1  | 0  | 5  | 0  | +5   |
| Perú      | 6    | 3  | 2  | 0  | 1  | 4  | 3  | +1   |
| Bolivia   | 2    | 3  | 0  | 2  | 1  | 1  | 2  | –1   |
| Japón     | 1    | 3  | 0  | 1  | 2  | 3  | 8  | –5   |

| 29 de junio de 1999                                     | Perú                       | 3:2 (0:1) | Japón                     | Estadio Defensores del Chaco, Asunción |                                    |
|                                                         | Soto 70' · Holsen 74', 81' | Reporte   | 6' Lopes · 79' (TL) Miura | Árbitro(s): Byron Moreno (Ecuador)     | Árbitro(s): Byron Moreno (Ecuador) |
| Primer gol anotado por un jugador no nacido en América. |                            |           |                           |                                        |                                    |

| 29 de junio de 1999 | Paraguay | 0:0     | Bolivia | Estadio Defensores del Chaco, Asunción |                                   |
|                     |          | Reporte |         | Árbitro(s): Mario Sánchez (Chile)      | Árbitro(s): Mario Sánchez (Chile) |

| 2 de julio de 1999 | Perú       | 1:0 (0:0) | Bolivia | Estadio Defensores del Chaco, Asunción |                                        |
|                    | Zúñiga 87' | Reporte   |         | Árbitro(s): Luis Solórzano (Venezuela) | Árbitro(s): Luis Solórzano (Venezuela) |

| 2 de julio de 1999 | Paraguay                               | 4:0 (2:0) | Japón | Estadio Defensores del Chaco, Asunción |                                       |
|                    | Benítez 18', 62' · Santa Cruz 40', 86' | Reporte   |       | Árbitro(s): Benito Archundia (México)  | Árbitro(s): Benito Archundia (México) |

| 5 de julio de 1999 | Japón            | 1:1 (0:0) | Bolivia          | Estadio Río Parapití, Pedro Juan Caballero |                                    |
|                    | Lopes 75' (pen.) | Reporte   | 52' (TL) Sánchez | Árbitro(s): Byron Moreno (Ecuador)         | Árbitro(s): Byron Moreno (Ecuador) |

| 5 de julio de 1999 | Paraguay       | 1:0 (0:0) | Perú | Estadio Río Parapití, Pedro Juan Caballero |                                   |
|                    | Santa Cruz 87' | Reporte   |      | Árbitro(s): Óscar Ruiz (Colombia)          | Árbitro(s): Óscar Ruiz (Colombia) |

### Grupo B
| Selección | Pts. | PJ | PG | PE | PP | GF | GC | Dif. |
| --------- | ---- | -- | -- | -- | -- | -- | -- | ---- |
| Brasil    | 9    | 3  | 3  | 0  | 0  | 10 | 1  | +9   |
| México    | 6    | 3  | 2  | 0  | 1  | 5  | 3  | +2   |
| Chile     | 3    | 3  | 1  | 0  | 2  | 3  | 2  | +1   |
| Venezuela | 0    | 3  | 0  | 0  | 3  | 1  | 13 | -12  |

| 30 de junio de 1999 | Chile | 0:1 (0:0) | México        | Estadio Antonio Oddone Sarubbi, Ciudad del Este                          |                                                                          |
|                     |       | Reporte   | 59' Hernández | Asistencia: 22 000 espectadores Árbitro(s): Horacio Elizondo (Argentina) | Asistencia: 22 000 espectadores Árbitro(s): Horacio Elizondo (Argentina) |

| 30 de junio de 1999 | Brasil                                                                           | 7:0 (2:0) | Venezuela | Estadio Antonio Oddone Sarubbi, Ciudad del Este                      |                                                                      |
|                     | Ronaldo 26', 63' · Emerson 40' · Amoroso 55', 82' · Ronaldinho 75' · Rivaldo 84' | Reporte   |           | Asistencia: 22 000 espectadores Árbitro(s): Bonifacio Núñez (México) | Asistencia: 22 000 espectadores Árbitro(s): Bonifacio Núñez (México) |

| 3 de julio de 1999 | Brasil                 | 2:1 (2:0) | México       | Estadio Antonio Oddone Sarubbi, Ciudad del Este                      |                                                                      |
|                    | Amoroso 20' · Álex 45' | Reporte   | 74' Terrazas | Asistencia: 22 000 espectadores Árbitro(s): Gustavo Méndez (Uruguay) | Asistencia: 22 000 espectadores Árbitro(s): Gustavo Méndez (Uruguay) |

| 3 de julio de 1999 | Chile                                    | 3:0 (2:0) | Venezuela | Estadio Antonio Oddone Sarubbi, Ciudad del Este                 |                                                                 |
|                    | Zamorano 5' · Sierra 21' · Tortolero 66' | Reporte   |           | Asistencia: 22 000 espectadores Árbitro(s): Juan Luna (Bolivia) | Asistencia: 22 000 espectadores Árbitro(s): Juan Luna (Bolivia) |

| 6 de julio de 1999 | México                       | 3:1 (3:0) | Venezuela    | Estadio Antonio Oddone Sarubbi, Ciudad del Este                        |                                                                        |
|                    | Blanco 21', 39' · Osorno 29' | Reporte   | 72' Urdaneta | Asistencia: 18 000 espectadores Árbitro(s): Bonifacio Núñez (Paraguay) | Asistencia: 18 000 espectadores Árbitro(s): Bonifacio Núñez (Paraguay) |

| 6 de julio de 1999                        | Brasil             | 1:0 (1:0) | Chile | Estadio Antonio Oddone Sarubbi, Ciudad del Este                          |                                                                          |
|                                           | Ronaldo 36' (pen.) | Reporte   |       | Asistencia: 18 000 espectadores Árbitro(s): Horacio Elizondo (Argentina) | Asistencia: 18 000 espectadores Árbitro(s): Horacio Elizondo (Argentina) |
| Finalizado en el minuto 85 por la niebla. |                    |           |       |                                                                          |                                                                          |

### Grupo C
| Selección | Pts. | PJ | PG | PE | PP | GF | GC | Dif. |
| --------- | ---- | -- | -- | -- | -- | -- | -- | ---- |
| Colombia  | 9    | 3  | 3  | 0  | 0  | 6  | 1  | +5   |
| Argentina | 6    | 3  | 2  | 0  | 1  | 5  | 4  | +1   |
| Uruguay   | 3    | 3  | 1  | 0  | 2  | 2  | 4  | –2   |
| Ecuador   | 0    | 3  | 0  | 0  | 3  | 3  | 7  | –4   |

| 1 de julio de 1999 | Uruguay | 0:1 (0:1) | Colombia    | Estadio General Pablo Rojas, Asunción |                                      |
|                    |         | Reporte   | 20' Bonilla | Árbitro(s): Wilson de Souza (Brasil)  | Árbitro(s): Wilson de Souza (Brasil) |

| 1 de julio de 1999 | Argentina                      | 3:1 (1:0) | Ecuador           | Estadio Feliciano Cáceres, Luque    |                                     |
|                    | Simeone 12' · Palermo 55', 61' | Reporte   | 77' (TL) Kaviedes | Árbitro(s): Gilberto Hidalgo (Perú) | Árbitro(s): Gilberto Hidalgo (Perú) |

| 4 de julio de 1999 | Uruguay           | 2:1 (0:0) | Ecuador      | Estadio Feliciano Cáceres, Luque  |                                   |
|                    | Zalayeta 72', 74' | Reporte   | 78' Kaviedes | Árbitro(s): Mario Sánchez (Chile) | Árbitro(s): Mario Sánchez (Chile) |

| 4 de julio de 1999              | Argentina | 0:3 (0:1) | Colombia                                     | Estadio Feliciano Cáceres, Luque     |                                      |
|                                 |           | Reporte   | 10' (pen.) Córdoba · 79' Congo · 87' Montaño | Árbitro(s): Ubaldo Aquino (Paraguay) | Árbitro(s): Ubaldo Aquino (Paraguay) |
| Martín Palermo falló 3 penales. |           |           |                                              |                                      |                                      |

| 7 de julio de 1999 | Colombia                  | 2:1 (2:0) | Ecuador      | Estadio Feliciano Cáceres, Luque    |                                     |
|                    | Morantes 37' · Ricard 39' | Reporte   | 50' Graziani | Árbitro(s): Masayoshi Okada (Japón) | Árbitro(s): Masayoshi Okada (Japón) |

| 7 de julio de 1999 | Argentina                 | 2:0 (1:0) | Uruguay | Estadio Feliciano Cáceres, Luque    |                                     |
|                    | González 1' · Palermo 56' | Reporte   |         | Árbitro(s): Gilberto Hidalgo (Perú) | Árbitro(s): Gilberto Hidalgo (Perú) |

### Mejores terceros puestos
Los dos mejores de los terceros puestos avanzan a la segunda ronda.
| Selección | Grupo | Pts. | PJ | PG | PE | PP | GF | GC | Dif. |
| --------- | ----- | ---- | -- | -- | -- | -- | -- | -- | ---- |
| Chile     | B     | 3    | 3  | 1  | 0  | 2  | 3  | 2  | +1   |
| Uruguay   | C     | 3    | 3  | 1  | 0  | 2  | 2  | 4  | –2   |
| Bolivia   | A     | 2    | 3  | 0  | 2  | 1  | 1  | 2  | –1   |

## Segunda fase

### Cuadro general
|  | Cuartos de final              | Cuartos de final              |                        |       | Semifinales                  | Semifinales                  |  |  | Final | Final |
|  |                               |                               |                        |       |                              |                              |  |  |       |       |
|  | 10 de julio – Asunción        |                               |                        |       |                              |                              |  |  |       |       |
|  |                               |                               |                        |       |                              |                              |  |  |       |       |
|  | Paraguay                      | 1 (3)                         |                        |       |                              |                              |  |  |       |       |
|  | Paraguay                      | 1 (3)                         | 14 de julio – Asunción |       |                              |                              |  |  |       |       |
|  | Uruguay (p.)                  | 1 (5)                         |                        |       |                              |                              |  |  |       |       |
|  | Uruguay (p.)                  | 1 (5)                         | Uruguay (p.)           | 1 (5) |                              |                              |  |  |       |       |
|  | 11 de julio – Luque           |                               | Uruguay (p.)           | 1 (5) |                              |                              |  |  |       |       |
|  |                               | Chile                         | 1 (3)                  |       |                              |                              |  |  |       |       |
|  | Colombia                      | Chile                         | 1 (3)                  | 2     |                              |                              |  |  |       |       |
|  | Colombia                      |                               | 18 de julio – Asunción | 2     |                              |                              |  |  |       |       |
|  | Chile                         | 3                             |                        |       |                              |                              |  |  |       |       |
|  | Chile                         | 3                             | Uruguay                | 0     |                              |                              |  |  |       |       |
|  | 10 de julio – Asunción        |                               | Uruguay                | 0     |                              |                              |  |  |       |       |
|  |                               | Brasil                        | 3                      |       |                              |                              |  |  |       |       |
|  | Perú                          | Brasil                        | 3                      | 3 (2) |                              |                              |  |  |       |       |
|  | Perú                          | 14 de julio – Ciudad del Este |                        | 3 (2) |                              |                              |  |  |       |       |
|  | México (p.)                   | 3 (4)                         |                        |       |                              |                              |  |  |       |       |
|  | México (p.)                   | 3 (4)                         | México                 | 0     |                              |                              |  |  |       |       |
|  | 11 de julio – Ciudad del Este |                               | México                 | 0     |                              |                              |  |  |       |       |
|  |                               | Brasil                        | 2                      |       | Partido por el tercer puesto | Partido por el tercer puesto |  |  |       |       |
|  | Brasil                        | Brasil                        | 2                      | 2     | Partido por el tercer puesto | Partido por el tercer puesto |  |  |       |       |
|  | Brasil                        |                               | 18 de julio – Asunción | 2     |                              |                              |  |  |       |       |
|  | Argentina                     | 1                             |                        |       |                              |                              |  |  |       |       |
|  | Argentina                     | 1                             | Chile                  | 1     |                              |                              |  |  |       |       |
|  |                               |                               |                        |       |                              |                              |  |  |       |       |
|  | México                        | 2                             |                        |       |                              |                              |  |  |       |       |
|  | México                        | 2                             |                        |       |                              |                              |  |  |       |       |

### Cuartos de final
| 10 de julio de 1999 | Perú                                      | 3:3 (3:2) (2:4 p.)         | México                                  | Estadio Defensores del Chaco, Asunción                               |                                                                      |
|                     | Palacios 4' · Pereda 15' · Solano 43'     | Reporte                    | 28', 33' (pen.) Hernández · 87' Torrado | Asistencia: 32 000 espectadores Árbitro(s): Wilson de Souza (Brasil) | Asistencia: 32 000 espectadores Árbitro(s): Wilson de Souza (Brasil) |
|                     |                                           | Tiros desde el punto penal |                                         |                                                                      |                                                                      |
|                     | Solano · Jorge Soto · José Soto · Reynoso |                            | Suárez · Terrazas · García · Zepeda     |                                                                      |                                                                      |

| 10 de julio de 1999 | Paraguay                           | 1:1 (1:0) (3:5 p.)         | Uruguay                                             | Estadio Defensores del Chaco, Asunción                            |                                                                   |
|                     | Benítez 15'                        | Reporte                    | 65' Zalayeta                                        | Asistencia: 32 000 espectadores Árbitro(s): Óscar Ruiz (Colombia) | Asistencia: 32 000 espectadores Árbitro(s): Óscar Ruiz (Colombia) |
|                     |                                    | Tiros desde el punto penal |                                                     |                                                                   |                                                                   |
|                     | Acuña · Gamarra · Enciso · Benítez |                            | Fleurquín · Guigou · Alonso · Zalayeta · Magallanes |                                                                   |                                                                   |

| 11 de julio de 1999 | Colombia                | 2:3 (2:1) | Chile                         | Estadio Feliciano Cáceres, Luque                                       |                                                                        |
|                     | Bolaño 7' · Bonilla 35' | Reporte   | 25', 50' Reyes · 65' Zamorano | Asistencia: 12 000 espectadores Árbitro(s): Armando Archundia (México) | Asistencia: 12 000 espectadores Árbitro(s): Armando Archundia (México) |

| 11 de julio de 1999 | Brasil                         | 2:1 (1:1) | Argentina | Estadio Antonio Oddone Sarubbi, Ciudad del Este                      |                                                                      |
|                     | Rivaldo 32' (TL) · Ronaldo 48' | Reporte   | 10' Sorín | Asistencia: 25 000 espectadores Árbitro(s): Gustavo Méndez (Uruguay) | Asistencia: 25 000 espectadores Árbitro(s): Gustavo Méndez (Uruguay) |

### Semifinales
| 13 de julio de 1999 | Uruguay                                             | 1:1 (1:0) (5:3 p.)         | Chile                           | Estadio Defensores del Chaco, Asunción                               |                                                                      |
|                     | Lembo 22'                                           | Reporte                    | 73' Zamorano                    | Asistencia: 12 000 espectadores Árbitro(s): Ubaldo Aquino (Paraguay) | Asistencia: 12 000 espectadores Árbitro(s): Ubaldo Aquino (Paraguay) |
|                     |                                                     | Tiros desde el punto penal |                                 |                                                                      |                                                                      |
|                     | Del Campo · Guigou · Alonso · Zalayeta · Magallanes |                            | Vargas · Aros · Pizarro · Reyes |                                                                      |                                                                      |

| 14 de julio de 1999 | México | 0:2 (0:2) | Brasil                    | Estadio Antonio Oddone Sarubbi, Ciudad del Este                    |                                                                    |
|                     |        | Reporte   | 24' Amoroso · 42' Rivaldo | Asistencia: 28 000 espectadores Árbitro(s): Byron Moreno (Ecuador) | Asistencia: 28 000 espectadores Árbitro(s): Byron Moreno (Ecuador) |

### Tercer lugar
| 17 de julio de 1999 | Chile        | 1:2 (0:1) | México                    | Estadio Defensores del Chaco, Asunción                                   |                                                                          |
|                     | Palacios 81' | Reporte   | 26' Palencia · 87' Zepeda | Asistencia: 12 000 espectadores Árbitro(s): Horacio Elizondo (Argentina) | Asistencia: 12 000 espectadores Árbitro(s): Horacio Elizondo (Argentina) |

### Final
| 18 de julio de 1999 | Uruguay | 0:3 (0:2) | Brasil                         | Estadio Defensores del Chaco, Asunción                            |                                                                   |
|                     |         | Reporte   | 20', 27' Rivaldo · 46' Ronaldo | Asistencia: 30 000 espectadores Árbitro(s): Óscar Ruiz (Colombia) | Asistencia: 30 000 espectadores Árbitro(s): Óscar Ruiz (Colombia) |

|                           |
| Bandera de Brasil         |
| Campeón Brasil 6.º título |

## Estadísticas
| Equipo | Equipo    | Pts | PJ | PG | PE | PP | GF | GC | Dif | Rend    |
| ------ | --------- | --- | -- | -- | -- | -- | -- | -- | --- | ------- |
| 1      | Brasil    | 18  | 6  | 6  | 0  | 0  | 17 | 2  | +15 | 100,0 % |
| 2      | Uruguay   | 5   | 6  | 1  | 2  | 3  | 4  | 9  | –5  | 27,7 %  |
| 3      | México    | 10  | 6  | 3  | 1  | 2  | 10 | 9  | +1  | 55,5 %  |
| 4      | Chile     | 7   | 6  | 2  | 1  | 3  | 8  | 7  | +1  | 38,8 %  |
| 5      | Colombia  | 9   | 4  | 3  | 0  | 1  | 8  | 4  | +4  | 75,0 %  |
| 6      | Paraguay  | 8   | 4  | 2  | 2  | 0  | 6  | 1  | +5  | 66,6 %  |
| 7      | Perú      | 7   | 4  | 2  | 1  | 1  | 7  | 6  | +1  | 58,3 %  |
| 8      | Argentina | 6   | 4  | 2  | 0  | 2  | 6  | 6  | 0   | 50,0 %  |
| 9      | Bolivia   | 2   | 3  | 0  | 2  | 1  | 1  | 2  | −1  | 22,2 %  |
| 10     | Japón     | 1   | 3  | 0  | 1  | 2  | 3  | 8  | –5  | 11,1 %  |
| 11     | Ecuador   | 0   | 3  | 0  | 0  | 3  | 3  | 7  | –4  | 0,0 %   |
| 12     | Venezuela | 0   | 3  | 0  | 0  | 3  | 1  | 13 | −12 | 0,0 %   |

## Goleadores
| Jugador              | Selección | Goles |
| -------------------- | --------- | ----- |
| Ronaldo              | Brasil    | 5     |
| Rivaldo              | Brasil    | 5     |
| Márcio Amoroso       | Brasil    | 4     |
| Miguel Ángel Benítez | Paraguay  | 3     |
| Marcelo Zalayeta     | Uruguay   | 3     |
| Martín Palermo       | Argentina | 3     |
| Roque Santa Cruz     | Paraguay  | 3     |
| Luis Hernández       | México    | 3     |
| Iván Zamorano        | Chile     | 3     |
| Víctor Bonilla       | Colombia  | 2     |
| Pedro Reyes          | Chile     | 2     |
| Iván Kaviedes        | Ecuador   | 2     |
| Roberto Holsen       | Perú      | 2     |
| Wagner Lopes         | Japón     | 2     |
| Cuauhtémoc Blanco    | México    | 2     |

## Mejor jugador del torneo
- Rivaldo.[6]

## Clasificado a la Copa Confederaciones 2001
| Bandera de Brasil |
| Brasil Campeón    |

## Televisión
- En Uruguay todos los partidos  fueron transmitidos en vivo por Fox Sports.
- En Argentina todos los partidos fueron transmitidos en vivo por Fox Sports, TyC Sports y El Trece.
- En Chile todos los partidos fueron transmitidos en vivo por Canal 13.
- En Colombia todos los partidos fueron transmitidos en vivo por Canal Caracol y RCN Televisión.
- En Ecuador todos los partidos fueron transmitidos en vivo por Gamavisión.
- En Perú todos los partidos fueron transmitidos en vivo por América Televisión.
- En Venezuela todos los partidos fueron transmitidos en vivo por Meridiano Televisión.
- En México todos los partidos fueron transmitidos en vivo por Televisa y TV Azteca.

## Patrocinadores
- Coca-Cola
- MasterCard
- Budweiser
- Umbro
- Telefónica